# Igollo
Igollo es una localidad del municipio de Camargo (Cantabria, España). Contaba con una población de 1.593 habitantes censados a 1 de enero de 2020. La localidad se encuentra a 35 m s. n. m., y a 3,6 km de distancia de la capital municipal, Muriedas.

## Geografía

### Pueblos limítrofes
| Noroeste: T.M Bezana | Norte: T.M Santander | Noreste: T.M Santander |
| Oeste: T.M Bezana    |                      | Este: Herrera          |
| Suroeste: Escobedo   | Sur: Escobedo        | Sureste: Camargo       |

### Barrios
Está formado por los barrios de La Vega, Abajo, El Juyo, Las Canteras, El Cabido, Las Escuelas, La Esprilla, Bojar, La Venta, La Iglesia y Las Tiendas.

## Fiestas
- El 12 de febrero se celebra Santa Eulalia
- El 11 de julio se celebra San Benito
- El 24 de septiembre se celebra La Merced

## Historia
En esta localidad se encuentra la cueva del Juyo, yacimiento de gran importancia ciéntífica, pues contiene una importante estratigrafía del Magdaleniense Inferior Cantábrico que ha proporcionado interesantes colecciones de objetos en piedra, hueso y asta, así como una importante información paleoambiental y económica. La cueva contiene una losa, parecida a un altar, y una cabeza de piedra, mitad ser humano, mitad felino, que constituye un hallazgo único en el mundo, datado hace 14000 años, y que hace que sea considerado como, posiblemente el santuario más antiguo del mundo.

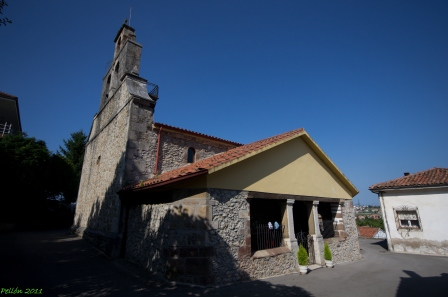
Iglesia de Santa Eulalia

La Parroquia de Santa Eulalia de Igollo aparece documentada en 1025, no obstante la actual construcción se remonta a finales del siglo XVII. Custodia un retablo mayor realizado hacia XVIII, similar al de San Julián de Herrera. En el evangelio se localiza un retablo que se estima procede de la ermita de Nuestra Señora de la Vega, datado hacia 1650 y atribuido a Juan de Tolnado Herrera.
También aquí se puede ver la capilla de San José, también llamada Ermita de La Merced,  mandada edificar en 1863 e inventariada en 2003 en el Patrimonio Cultural de Cantabria. 

## Cultura

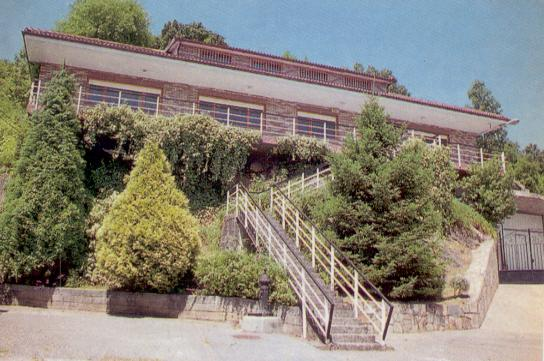
Centro Cultural Alborada, en Igollo.

En Igollo tiene su sede el Centro Cultural Alborada, asociación cultural que desarrolla su actividad desde 1974. Posee también otros equipamientos de interés como un centro municipal de usos múltiples (La Canaliza), instalaciones deportivas y psicina municipal.

## Personajes Ilustres

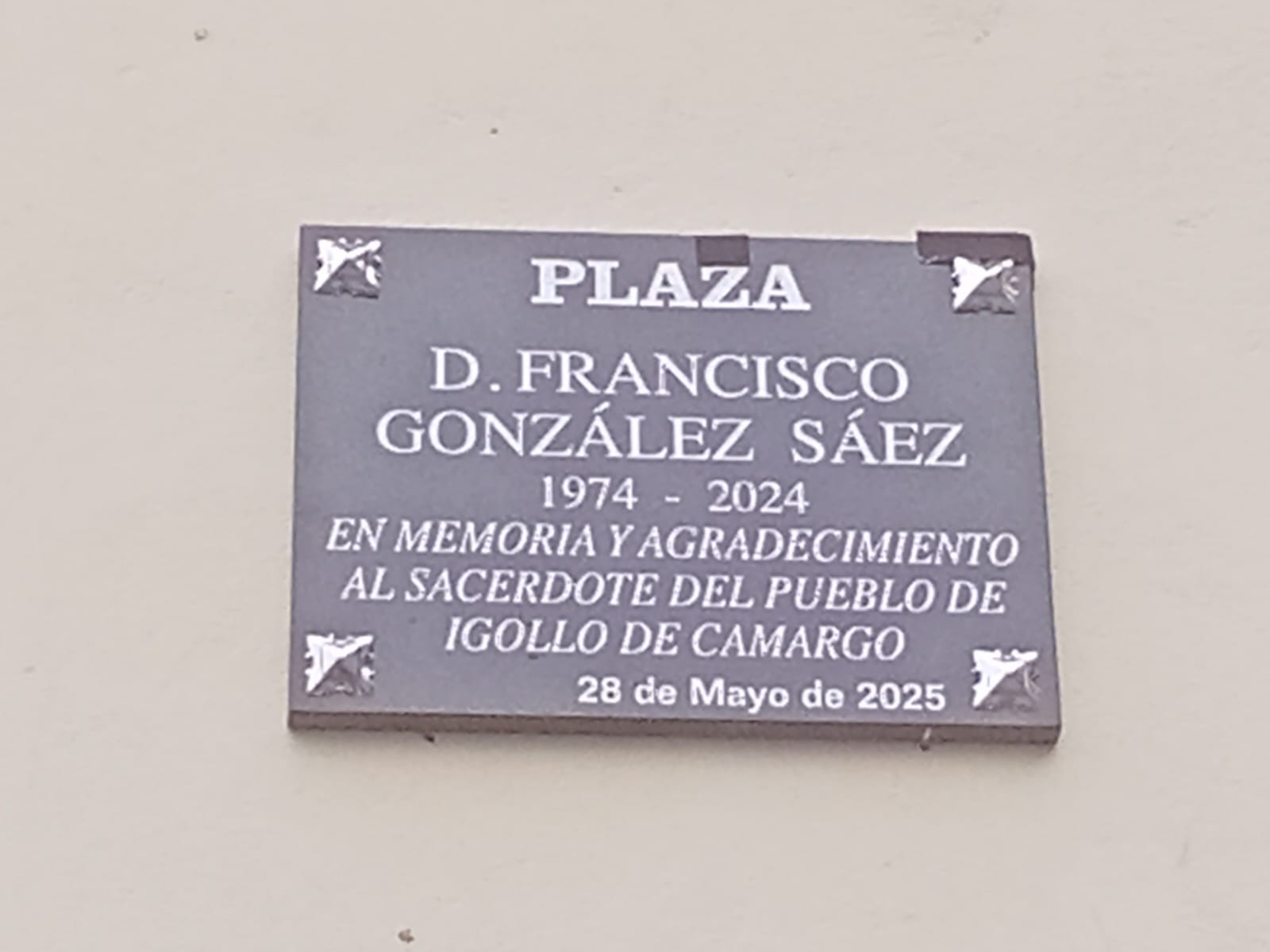
Placa conmemorativa de la Plaza Francisco González

Francisco González Sáez. Fue Párroco de Igollo y de Cacicedo, desde su llegada en el año 1974 hasta su fallecimiento en 2024. Originario del pueblo de La Vid de Bureva, desarrolló su labor durante 50 años. El 28 de mayo de 2025, el pueblo de Igollo, en colaboración con el Ayuntamiento de Camargo, colocó una placa conmemorativa, en la que la plaza donde está situada la Iglesia pasó a denominarse con el nombre del Sacerdote.